# Roger Michell
Roger Michell (5. června 1956, Pretorie – 22. září 2021) byl anglický divadelní, filmový a televizní režisér. Jeho nejznámějším dílem je film Notting Hill, který byl nominován na Evropské filmové ceny (1999) a získal Zlatý glóbus (2000).

## Životopis
Narodil se v Pretorii v Jihoafrické republice v rodině diplomata, která později žila také v libanonském Bejrútu, syrském Damašku a během invaze vojsk Varšavské smlouvy také v Praze v tehdejším Československu. Vystudoval Univerzitu v Cambridgi a pracoval v Royal Court Theatre a v Royal Shakespeare Company.